# 2016년 전주국제영화제
제17회 전주국제영화제는 2016년 4월에 개최된 영화제이다. 전주시 고사동 영화의 거리 일대에서 개최되었으며 사회자는 이종혁이다.

## 수상 및 후보

### 국제경쟁 - 대상
- 샌드 스톰 - 일리트 젝세르 수상

### 국제경쟁 - 작품상
- 숏 스테이 - 테드 펜트 수상

### 국제경쟁 - 심사위원특별상
- 상처받은 천사 - 에미르 바이가진 수상

### 국제경쟁 - 심사위원 특별언급
- 죽음은 느리게 전진한다 - 마우로 헤르세 수상

### 한국경쟁 - 대상
- 연애담 - 이현주 수상
- 델타 보이즈 - 고봉수 수상

### 한국경쟁 - 심사위원 특별언급
- 물숨 - 고희영 수상

### 한국단편경쟁 - 대상
- 여름밤 - 이지원 수상

### 한국단편경쟁 - 감독상
- 순환하는 밤 - 백종관 수상

### 한국단편경쟁 - 심사위원특별상
- 사슴꽃 - 김강민 수상

### CGV아트하우스 - 배급지원상
- 물숨 - 고희영 수상

### CGV아트하우스 - 창작지원상
- 델타 보이즈 - 고봉수 수상

### 넷팩(아시아영화진흥기구)상
- 자백 - 최승호 수상

### 다큐멘터리상(진모터스 후원)
- 자백 - 최승호 수상

### 국제경쟁
- 그들의 사랑 - 수단슈 사리아
- 사랑의 가치 - 헤르몬 하일라이
- 샌드 스톰 - 일리트 젝세르
- 숏 스테이 - 테드 펜트
- 역사의 미래 - 피오나 탄
- 죽음은 느리게 전진한다 - 마우로 헤르세
- 파두 - 요나스 로틀랜더
- 플랜츠 - 로베르토 오베리스
- 하나의 숨결 - 크리스찬 주버트
- 상처받은 천사 - 에미르 바이가진

### 한국경쟁
- 노후 대책 없다 - 이동우
- 델타 보이즈 - 고봉수
- 마담 B - 윤재호
- 물숨 - 고희영
- 연애담 - 이현주
- 우리 연애의 이력 - 조성은
- 운동회 - 김진태
- 최악의 하루 - 김종관
- 커튼콜 - 류훈
- 프레스 - 최정민

### 한국단편경쟁
- 가슴의 문을 두드려도 - 최윤태
- 날 좋은 날 - 정태완
- 농담 - 정지영
- 동물원 - 김세현
- 모두의 게임 - 조예슬
- 몸과 마음 - 장은주

### 비상
- 홍상유
- 빗속을 혼자서 - 김가령
- 사슴꽃 - 김강민
- 사일런트 보이 - 박근영
- 순환하는 밤 - 백종관
- 씨유투머로우 - 변승민
- 어른이 되기 전에 - 이준섭
- 여름밤 - 이지원
- 우주비행사들 - 손경수
- 적막의 경관 - 오민욱
- 질식 - 박준석
- 천막 - 이란희
- 플라이 - 임연정
- 햄스터 - 김세인
- 화분에 심어진 여자 - 이정우

### 전주 시네마 프로젝트
- 눈발 - 조재민
- 우리 손자 베스트 - 김수현
- 우아한 나체들 - 루카스 발렌타 라이너

### 월드 시네마스케이프: 스펙트럼
- 다가오는 것들 - 미아 한센-러브
- 더 야드 - 몬스 몬손
- 라디오 드림즈 - 바박 잘라리
- 르 물랭 - 황 얄리
- 리메인더 - 오메르 파스트
- 마담 쿠라주 - 메르작 알루아슈
- 먼 곳으로부터 - 로렌조 비가스
- 몽 루아 - 마이웬 르 베스코
- 미스터 피그 - 디에고 루나
- 바덴 바덴 - 라셸 랑
- 사후의 삶 - 장 하니
- 네온 불 - 가브리엘 마스카로
- 선탠 - 아르기리스 파파디미트로풀로스
- 슈나이더 대 백스 - 알렉스 반 바르메르담
- 스파 나잇 - 앤드류 안
- 아뉴스 데이 - 안 퐁텐
- 아래층 남자 - 라두 문틴
- 아이 프로미스 유 아나키 - 훌리오 에르난데스 코르동
- 아카펠라 - 야자키 히토시
- 앙겔레스쿠 가족 - 아드리안 시타루
- 액터 마르티네즈 - 나단 실버 외 1명
- 에바 노바 - 마르코 스코프
- 에볼루션 - 뤼실 하지할릴러비치
- 여행의 끝 - 제임스 폰솔트
- 열 번째 남자 - 다니엘 부르만
- 오래된 돌 - 조니 마
- 자유의 몸부림 - 제이크 마하피
- 정치적 동물 - 티앙
- 줌 - 페드로 모렐리
- 참새 - 루나 루나슨
- 코러스 - 프랑수아 들릴
- 해피 아워 - 하마구치 류스케
- 휴먼 - 얀 아르튀스-베르트랑
- 히 - 모모이 가오리

### 월드 시네마스케이프: 스펙트럼 단편
- 공원 - 란다 마로피
- 녹색 잔디 - 파울 브리간티
- 단순한 삶 - 알바로 앙귀타
- 라모나 - 안드레이 크레툴레스쿠
- 보트 - 도밍가 소토마요르 카스틸로
- 브렛 젤만 가족의 저녁 - 제이슨 울리너
- 썬더 로드 - 짐 커밍스
- 세인트 고든스의 건축가 - 세르쥬 보종 외 1명
- 폭동 - 나단 실버

### 월드 시네마스케이프: 마스터즈
- 그녀들을 울게 하세요 - 아소카 한다가마
- 단식광대 - 아다치 마사오
- 더 이벤트 - 세르게이 로즈니차
- 더 코뮌 - 토마스 빈터베르그
- 라빈의 마지막 날 - 아모스 기타이
- 뮤즈의 아카데미 - 호세 루이스 구에린
- 방문 혹은 기억과 고백 - 마뇰 드 올리베이라
- 베아트리체 없는 보리스 - 드니 코테
- 선셋 송 - 테렌스 데이비스
- 슈발리에 - 아디너 레이첼 창가리
- 신유럽조약 - 페레 포르타벨라
- 암울한 거리 - 아르투로 립스타인
- 요셉의 아들 - 유진 그린
- 주눈 - 폴 토마스 앤더슨
- 클랜 - 파블로 트라페로
- 트레져 - 코르넬리우 포룸보이우

### 월드 시네마스케이프: 마스터즈 단편
- 어쩌면 잠든 사이에 - 드니 코테
- 여행 - 드니 코테
- 힘의 한 세기 - 마뇰 드 올리베이라

### 코리아 시네마스케이프
- 7년-그들이 없는 언론 - 김진혁
- 백스테이지 - 이재호
- 벌레의 눈물 - 정희도 외 1명
- 비스타리, 히말라야 - 박정훈
- 장기왕: 가락시장 레볼루션 - 정다원
- 스타박’스다방 - 이상우
- 시선 사이 - 최익환 외 2명
- 아티스트: 다시 태어나다 - 김경원
- 올드 데이즈 - 한선희
- 우리집 - 임다슬
- 우주의 크리스마스 - 김경형
- 자백 - 최승호
- 코뮌 서울 - 유자경
- 푸른 날 - 임창재
- 할매-서랍 - 김지곤

### 코리아 시네마스케이프 단편
- 검은 돼지 - 안재홍
- 미주 - 김현수
- 반차 - 최진영
- 사막 한가운데서 - 채한영
- 어둠에서 빛이 흘러나오는 소리 - 이경섭

### 시네마천국
- 24주 - 앤 조라 베라치드
- 걸그룹 NMB48 - 후나하시 아츠시
- 마돈나의 댄서들 - 에스터 굴드 외 1명
- 머치 러브드 - 나빌 아유쉬
- 배우로 산다 - 요코하마 사토코
- 부모님과 이혼하는 방법 - 제이슨 베이트먼
- 사무라이 건축가 안도 타다오 - 미즈노 시게노리
- 시골 여의사 - 토마스 릴티
- 얼굴도둑 - 매튜 델라포테
- 오퍼레이션 아발란체 - 매트 존슨
- 잠자는 소녀 - 로즈마리 마이어스
- 찰리 되기 - 로브 라이너
- 키퍼 - 기욤 세네즈

### 불면의 밤
- 괴물 가족 - 서배스천 코
- 네이키드 청춘 - 래리 클락
- 러브 - 가스파 노에
- 마터스 - 마이클 고츠 외 1명
- 맨 앤 치킨 - 앤더스 토머스 옌센
- 뱅 갱: 모던 러브 스토리 - 에바 허슨
- 베링 더 엑스 - 죠 단테
- 와일드 - 니콜레트 클레비츠
- 트리비사 - 프랭크 후이 외 1명

### 영화보다 낯선
- 개의 심장 - 로리 앤더슨
- 꿈꾸는 두 사람 - 니콜라스 페레다 외 1명
- 목초지 - 라울 페로네
- 미노타우로스 - 니콜라스 페레다
- 사무라이-에스 - 라울 페로네
- 산타 테레사와 다른 이야기들 - 넬슨 카를로 드 로스 산토스 아리아스
- 식스티 식스 - 루이스 클라
- 아름다운 계곡 - 가엘 레펭글
- 아이 엠 벨파스트 - 마크 코신스
- 케이트가 크리스틴을 연기하다 - 로버트 그린
- 토포필리아 - 피터 보 라프먼드
- 하늘은 흔들리고 - 벤 리버스

### 익스팬디드 시네마 단편
- 감정과 분노의 해부 - 보이체흐 바코스키
- 권력의 성찰 - 미하이 그레쿠
- 그림자의 산 - 로이스 파티노
- 먼 곳의 에피소드 - 벤 리버스
- 밤 속의 밤 - 로이스 파티노
- 욜로 - 벤 러셀
- 이미지의 층 - 로이스 파티노
- 지속-풍경. 바위들 - 로이스 파티노
- 팀 홀튼의 머리를 가져와라 - 가이 매딘 외 1명
- 호타루 - 윌리암 라보어리

### 시네마톨로지
- 가이 매딘의 천 개의 눈 - 이브 몽마외르
- 경이에 빠진 관객 - 에드가 페라
- 나는 어디에도 속하지 않아: 샹탈 애커만의 영화 - 마리안느 램버트
- 드 팔마 - 노아 바움백 외 1명
- 이것은 영화가 아니다 - 로스 립먼
- 전함 포템킨 - 세르게이 M. 에이젠슈타인
- 해롤드와 릴리언: 그들의 일과 사랑 - 대니얼 래임
- 히치콕 - 트뤼포 - 켄트 존스

### 야외상영
- 리브 어게인 - 로버트 에드워즈
- 동주 - 이준익
- 미국에서 온 모리스 - 차드 하티건
- 쇼콜라 - 로쉬디 젬
- 천공의 벌 - 츠츠미 유키히코
- 카이 : 거울 호수의 전설 - 김영은
- 하이디 - 알랑 그스포너

### 스페셜 포커스 - 필립 그랑드리외: 영화언어의 재발견
- 밤임에도 불구하고 - 필립 그랑드리외
- 사라예보로의 귀환 - 필립 그랑드리외
- 새로운 인생 - 필립 그랑드리외

### 우리의 결의를 다진 것은 아름다움이었으리라: 아다치 마사오의 초상
- 필립 그랑드리외
- 위협 - 필립 그랑드리외
- 음지 - 필립 그랑드리외
- 화이트 에필렙시 - 필립 그랑드리외
- 호수 - 필립 그랑드리외

### 스페셜 포커스 - 셰익스피어 인 시네마
- 리어 왕 - 피터 브룩
- 리차드 3세 - 리처드 론크레인
- 맥베드 - 로만 폴란스키
- 무성시대의 셰익스피어 - 앤슨 다이어
- 템페스트 - 데릭 저먼
- 피의 극장 - 더글러스 힉콕스
- 햄릿 - 케네스 브래너
- 헨리 5세 - 로렌스 올리비에

### 스페셜 포커스 - 모던 칠레 시네마: 라틴 아메리카의 새로운 영토
- 날치의 여름 - 마르셀라 세이드
- 더 클럽 - 파블로 라라인
- 도그 플래쉬 - 페르난도 구즈조니
- 목요일에서 일요일까지 - 도밍가 소토마요르 카스틸로
- 하녀 - 세바스찬 실바
- 한여름 - 호세 루이스 토레스 레이바
- 헛소동 - 알레한드로 페르난데즈 알멘드라스
- 호랑이의 해 - 세바스티안 렐리오